# Smith & Wesson Модель 610
Модель 610 — шестизарядний револьвер подвійної дії під набій 10mm Auto.
Модель 610 була розроблена компанією Smith & Wesson на рамці N. Таку саму використовували у револьверах Smith & Wesson Модель 29 під набій .44 Magnum та Модель 27/28 під набій .357 Magnum. Набій 10mm Auto є безфланцевим набоєм для автоматичних пістолетів, тому для утримання набоїв в барабані використовують обойму швидкого заряджання. Крім того в Моделі 610 можно використовувати набої .40 S&W, оскільки набій .40 S&W є коротшим і менш потужним варіантом набою 10mm Auto з таким самим діаметром.

## Історія
Модель 610 була представлена в 1990 році, але невдовзі після початку виробництва, популярність 10мм набою почала згасати і малі продажі змусили компанію Smith & Wesson у 1992 році зняти револьвер з виробництва.
Після шестирічної перерви у 1998 році було представлено револьвер для спортивних змагань з деякими змінами. Бойок прибрали з курка в середину рами та додали зовнішній запобіжник. Відновлення виробництво було зроблено на запит членів Міжнародної конфедерації практичної стрільби, крім того Модель 610 використовують у змаганнях IDPA.
У 2019 році Smith та Wesson представили Модель 610 з 4-дюйми (10 см) та 6-дюймів (15 см) стволами.  Як і версія 1998 року, моделі 2019 року мали шестизарядний барабан, виконані з неіржавної сталі основні частини та запобіжник Smith і Wesson. Версія 2019 року має стандартні чорні синтетичні руків'я з вирізами під пальці, змінну чорну мушку та регульований білий приціл. Модель 610 може стріляти як 10мм набоями, так і набоями .40 S&W, з використанням обойми швидкого заряджання. яка йде в комплекті з револьвером.